# Квартет Рота
Квартет Рота (англ. Roth String Quartet) — струнный квартет во главе со скрипачом Фери Ротом, выступавший в 1922—1969 годах и первоначально работавший в Германии, а с конца 1930-х годов — в США. Рот трижды полностью менял состав коллектива.
Квартет начал гастрольную деятельность c выступления в 1924 году в Париже, затем в 1925 году совершил турне по Африке, в 1926 году выступил с 10 радиоконцертами на лондонской станции BBC. В 1928 г. квартет, обновлённый к гастрольной поездке, по приглашению Элизабет Спрэг Кулидж впервые выступил в США, после чего концертировал в этой стране регулярно, наряду с различными странами Европы. В 1934 г. квартет осуществил первую полную запись «Искусства фуги» Иоганна Себастьяна Баха (в переложении Роя Харриса и Мэри Доус Хертер Нортон). В 1937 г. участники квартета стали преподавателями музыкального колледжа Принстонского университета. Однако в 1939 г. Фери Рот ушёл оттуда и набрал новый состав музыкантов, а в 1947 г. начал преподавать в Калифорнийском университете в Лос-Анджелесе и составил новый квартет из своих коллег. Существование коллектива прервалось со смертью первой скрипки.
Ключевыми позициями в репертуаре Квартета Рота были, с одной стороны, квартеты Людвига ван Бетховена (в разные годы и в разных составах квартет неоднократно выступал с циклами концертов, которые включали их все), с другой — произведения современных композиторов, со многими из которых Рота связывало личное сотрудничество. Для квартета был написан Струнный квартет Альбера Русселя Op. 45; Рот с товарищами исполнил в 1931 году премьеру Четвёртого квартета Белы Бартока. Квартет записал в общей сложности 40 альбомов.

## Состав
Первая скрипка:
- Фери Рот

Вторая скрипка:
- Енё Антал (1926—1939)
- Рахмаэль Вайншток (1939—1947)
- Томас Маррокко (1947—1967)
- Дэвид Марджетс (1967—1969)

Альт:
- Ференц Мольнар (1928—1939)
- Юлиус Шайер (1939—1947)
- Николас Харшаньи (1948—1953)
- Лоран Аллё (1953—1958)
- Ирвинг Вайнстейн (1958—1969)

Виолончель:
- Алберт ван Дорн (1928—1932)
- Янош Шольц (1932—1939)
- Оливер Эдель (1939—1947)
- Янош Штаркер (1948—1953)
- Чезаре Паскарелла (1953—1969)